# Dichrorampha distinctana
Dichrorampha distinctana is een vlinder uit de familie bladrollers (Tortricidae). De wetenschappelijke naam is voor het eerst geldig gepubliceerd in 1863 door Heinemann.
De soort komt voor in Europa.